# Colin Baiocchi
Colin Baiocchi (geb. 1. Januar 2008) ist ein US-amerikanischer Schauspieler. Für seine Rolle als Henry Focker im Film Meine Frau, unsere Kinder und ich erhielt er im Jahre 2011 einen Young Artist Award.

## Leben
Zu seiner Karriere als Schauspieler fand Baiocchi wie eine große Anzahl junger Akteure durch den Werbebereich. Dabei wurde er des Öfteren in Fotoshootings für Printmedien und in Werbespots eingesetzt. So stand er unter anderem bereits für eine Reihe bekannter Marken und Firmen wie zum Beispiel Saturn, Home Depot, Band-Aid, Rayovac/Disney oder den Automobilkonzern Honda vor der Kamera. Seinen ersten nennenswerten Auftritt in Film und Fernsehen hatte er schließlich im Jahre 2009, als er in der Pilotfolge von Better Off Ted – Die Chaos AG in Erscheinung trat. Im gleichen Jahr kam er schließlich auch noch in den Filmen Opposite Day und All Inclusive zum Einsatz, wobei er im letztgenannten Film eine etwas wesentlichere Rolle übernahm, als noch in Opposite Day.
Seine bisher wichtigste Rolle hatte er allerdings im 2010 veröffentlichten Kinofilm Meine Frau, unsere Kinder und ich, wo er in die Rolle des kleinen Henry Focker schlüpfte, für die er im Folgejahr den Young Artist Award in der Kategorie „Bester Nebendarsteller in einem Spielfilm – zehn Jahre oder jünger (Best Performance in a Feature Film – Supporting Young Actor Ten and Under)“ gewann. Im Film mimt er den Sohn von Gaylord „Greg“ Focker (Ben Stiller) und Pamela Martha Byrnes (Teri Polo) und Zwillingsbruder von Samantha Focker (Daisy Tahan). Im Anschluss zu den Erfolgen mit Meine Frau, unsere Kinder und ich war Baiocchi im Jahre 2011 in dem Fernsehfilm Beyond the Blackbord zu sehen, in dem er eine Nebenrolle übernimmt.

## Filmografie
- 2009: Better Off Ted – Die Chaos AG (Better Off Ted, Fernsehserie, Folge 1x01)
- 2010: Opposite Day
- 2010: All Inclusive (Couples Retreat)
- 2010: Meine Frau, unsere Kinder und ich (Little Fockers)
- 2011: Beyond the Blackboard (Fernsehfilm)

## Auszeichnungen
- 2011: Young Artist Award in der Kategorie „Bester Nebendarsteller in einem Spielfilm – zehn Jahre oder jünger (Best Performance in a Feature Film – Supporting Young Actor Ten and Under)“ für sein Engagement in Meine Frau, unsere Kinder und ich[2]